# Рагби 15 репрезентација Босне и Херцеговине
Рагби репрезентација Босне и Херцеговине је рагби јунион тим који представља Босну и Херцеговину у овом екипном спорту. Рагбисти Босне се такмиче у дивизији 2Д купа европских нација. Први званичан меч рагби репрезентација БИХ одиграла је новембра 1992., против Хрватске. Резултат је био 47-3 у корист "шаховничара". Прву историјску победу рагбисти Босне остварили су 2000. против Мађарске 13-12. Највећу победу репрезентација Босне остварила је 4. октобра 2014., над Бугарском 59-12. Најтежи пораз Босни у рагбију је нанела Словенија, 19. маја 2007., било је 77-5.

## Тренутни састав
Сабахудин Субашић
Семир Ајановић
Харис Ваљевац
Мирсад Фетић
Армин Кавазовић
Един Појскић
Данијел Кесеровић
Дамир Јовановић
Харис Оруч
Армин Задић
Армин Вехабовић 
Фадил Спахић
Сејад Кадић
Ади Милак
Селмир Главаш
Неджад Гарановић
Ведран Изић
Адис Топаловић
Нејро Ахмић
Сенад Турчиновић
Аднан Хамзић
Зијад Ајкунић